# Mystacella flavifrons
Mystacella flavifrons är en tvåvingeart som beskrevs av Wulp 1890. Mystacella flavifrons ingår i släktet Mystacella och familjen parasitflugor. Inga underarter finns listade i Catalogue of Life.